# جیمی بیتس (بازیکن فوتبال)
جیمی بیتس (انگلیسی: Jamie Bates؛ زادهٔ ۲۴ فوریهٔ ۱۹۶۸) بازیکن فوتبال اهل بریتانیا است.
از باشگاه‌هایی که در آن بازی کرده‌است می‌توان به باشگاه فوتبال وایکام واندررز و باشگاه فوتبال برنتفورد اشاره کرد.